# Plaza Civic
La plaza Civic o la plaza Cívica (en inglés: Civic Square) es una plaza pública en la ciudad de Wellington, Nueva Zelanda.
La plaza se utiliza para actos públicos y es un lugar popular para los trabajadores de oficina ya que lo utilizan para comer su almuerzo en los días cálidos de verano.
Los primeros planes reales para la crear la Plaza Cívica datan de 1944.
En 1987, el Consejo de la ciudad de Wellington nombrado Fletcher Development and Construction Ltd como los desarrolladores del proyecto.
El trabajo se completó en 1992.